# ОЗТП-Сармат
ОАО «ОЗТП-Сармат» — орский завод тракторных прицепов, основанный в 1969 году. Спроектирован и построен для производства большегрузных прицепов и полуприцепов к тракторам с программой выпуска 50 тыс. штук в год.

## История
В начале 1980-х годов завод по заказу Министерства обороны освоил производство автомобильных шасси ЗИЛ-135 (но неизвестно, началось ли производство).
В 1995 г. АТК «Оренбургавтотранс» передал на «ОЗТП-Сармат» документацию на средний автобус «Альтерна-4216» и особо большой «Альтерна-6230». Сначала сборка велась при помощи «Оренбургавтотранса», но к 1998 г. производство автобусов «Альтерна» полностью оказалось в Орске. До 1999 г. построили ок. 50 средних и ок. 6 особо больших автобусов.
В 1997 г. завод представил опытные образцы модернизированных автобусов «Надежда» - среднего Сармат-4225 и особо большого Сармат-6221. Производство среднего автобуса в очень небольших количествах вели в 1999-2000 гг. (существовали городская и пригородная версии), также изготовили ещё один сочленённый автобус.
К концу 90-х завод также освоил выпуск широкозахватных самоходных жаток для скашивания зерновых ЖВС8,6.
В 2003 г. изготовлен опытный образец туристического автобуса модели 5286 «Сатурн».
В 2006 году решением арбитражного суда было открыто дело о банкротстве и назначении конкурсного управляюещего.
В 2010 году проведена реорганизация предприятия, с целью оптимизации системы управления.
2 февраля 2012 года было вынесено определение суда о завершении конкурсного производства за номером А47-17529/2004, 3 февраля 2012 года предприятие было ликвидировано налоговыми органами. 
По состоянию на 2020 г. предприятие прекратило своё существование физически - на прежней производственной площадке все производственные корпуса снесены и разобраны на стройматериалы.